# Suillus placidus
Suillus placidus, (Hermann Friedrich Bonorden, 1861 ex Rolf Singer, 1945) din încrengătura Basidiomycota în familia Suillaceae și de genul Suillus este o ciupercă comestibilă destul de răspândită care coabitează, fiind un simbiont micoriza (formează micorize pe rădăcinile arborilor). O denumire populară nu este cunoscută.
Specia trăiește în România, Basarabia și Bucovina de Nord pe sol acru și umed, în grupuri mai mici sau mari, preferat în regiuni montane (dar se găsește și în zone mai joase) prin păduri de conifere, mixte și parcuri, fiind însă strâns legat de pini cu smocuri de 5 ace ca de exemplu pinul strob și zâmbrul. Fructifică din iunie până în octombrie.

## Taxonomie

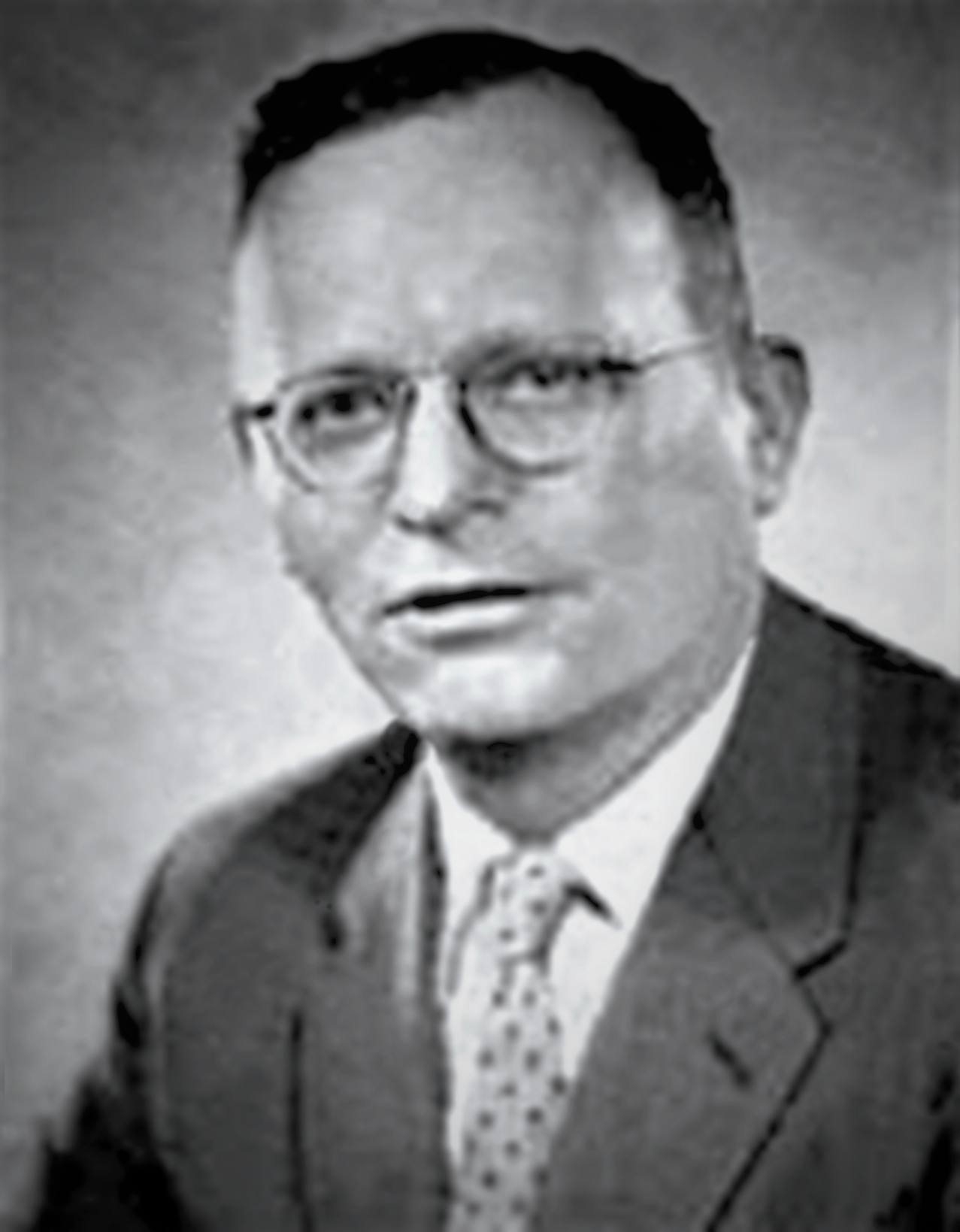
Rolf Singer

Numele binomial Boletus placidus a fost determinat de medicul și micologul german Hermann Friedrich Bonorden (1801-1884) în volumul 19 al în jurnalului științific Botanische Zeitung din 1861.
Apoi, în 1945, compatriotul său Rolf Singer a transferat specia corect la genul Suillus sub păstrarea epitetului, de verificat în volumul 2 al jurnalului micologic Farlowia, fiind și numele curent valabil (2021).
Mai trebuie menționat că între 1875 și 1935, taxonul Gyrodon placidus, creat de renumitul savant suedez Elias Magnus Fries în 1874, a fost folosit adesea în cărți micologice ale timpului. Astăzi este un sinonim ca ș toate celelalte încercări de redenumire și variații. 
Numele generic se trage din cuvântul (latină suillus= diminutiv de suinus= porcesc, de la sus=porc), iar epitetul este derivat din cuvântul (latină placidus= blând, neted, plan), datorită aspectului.

## Descriere

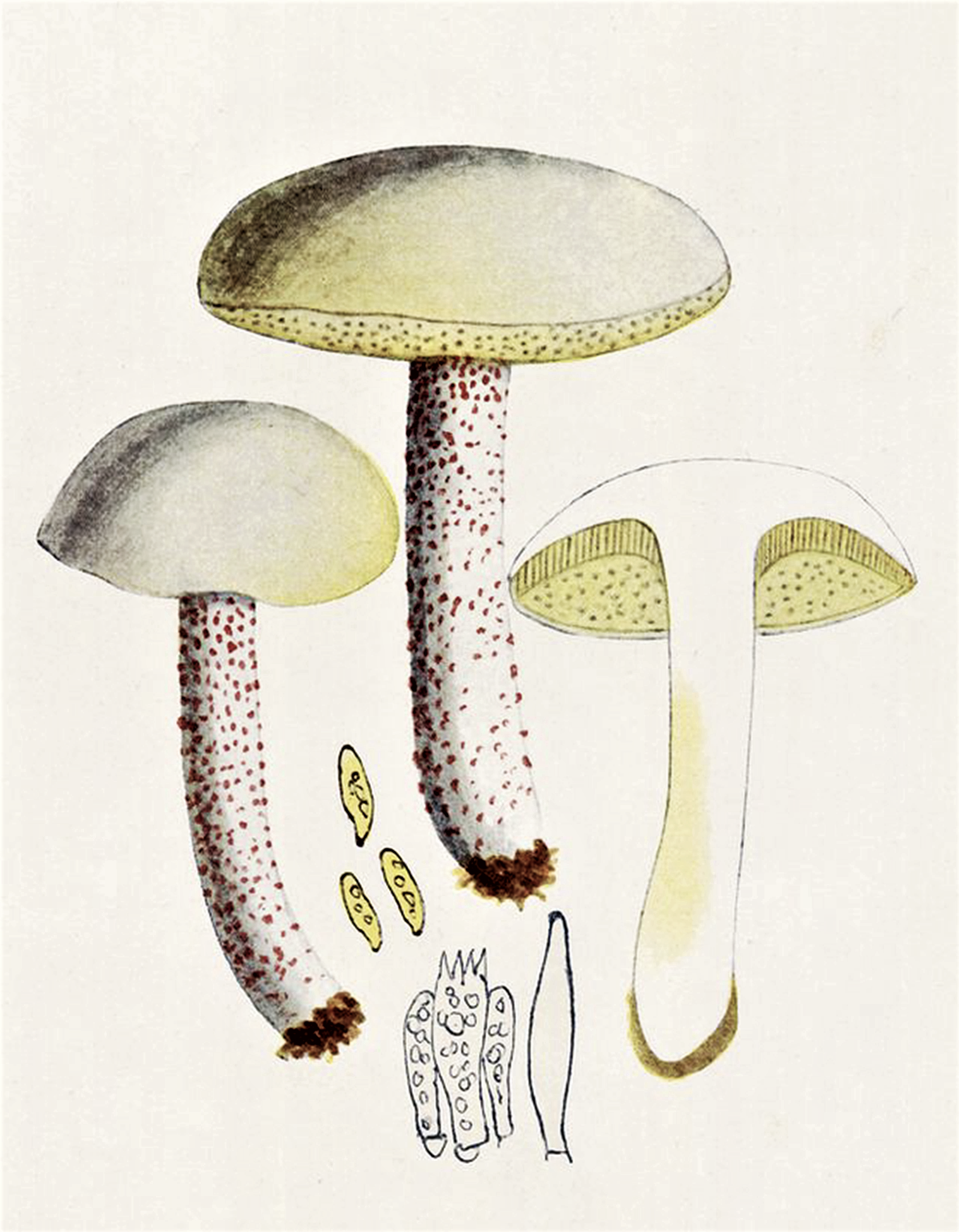
Bres.: Gyrodon placidus

- Pălăria: are un diametru de 4-8 (12) cm, este cărnoasă, fiind inițial semisferică cu marginea răsucită spre inferior, apoi convexă, în sfârșit aplatizat-convexă până complet întinsă. Cuticula netedă, mereu lucioasă și lipicioasă, devine pe vreme umede vâscoasă. Coloritul, în tinerețe alb ca fildeșul, schimbă cu timpul în gălbui, chiar și brun-gălbui. Se decolorează și la apăsare astfel. Ea poate fi îndepărtată ușor de picior.
- Tuburile: destul de înguste cu o lungime de 0,4-1 cm, rotunjite până slab unghiulare, sunt puțin decurente la picior și dificil separabile de pălărie. Coloritul este mai întâi albicios, apoi repede gălbui, iar la maturitate brun-gălbui.
- Porii: inițial acoperiți de un văl parțial albicios care rupe după scurt timp sunt fini și neregulat  unghiulari, fiind tineri albicioși, emițând picături (lăcrimioare) lăptoase ocracee, devenind mai târziu galbeni, la bătrânețe cu nuanțe maronii.
- Piciorul: albicios până gălbui, preponderent de culoarea pălăriei, are o înălțime de 4-6 (10) cm și o lățime de până la 2 cm, este cilindric, țuguiat spre sus, adesea îndoit, cărnos și plin. Suprafața albicioasă este presărată de punctulețe rășinoase, inițial roșiatice, apoi brune și uneori confluente. Miceliul bazal este alb. Nu prezintă un inel.
- Carnea: este destul de moale, fiind în tinerețe albicioasă, devenind mai târziu gălbuie. Mirosul este slab aromatic, puțin de ciuperci și gustul blând.[3][4]
- Caracteristici microscopice: are spori netezi în formă de migdale alungite, gălbui, granulați în interior, măsurând (7) 8-9 (10,5) x 2,5-4 microni. Praful lor este galben-măsliniu. Basidiile clavate cu 4 sterigme fiecare au o dimensiune de 25-30 x 6-9 microni. Cistidele (celule sterile, de obicei izbitoare, situate în stratul himenal sau printre celulele din pielița pălăriei și a piciorului, probabil cu rol de excreție) sub-fusiforme și slab clavate măsoară 45-55 x 8-10 microni, fiind adesea încrustate deschis gălbui. Cuticula constă din hife orizontale și împletite cu o lățime de 2-6 µm.[10]
- Reacții chimice: tuburile se decolorează cu acid sulfuric mai ruginiu, cuticula sub aburi de amoniac peste roz de somon în violet și în final brun, iar tuburile mai bătrâne brun-roșiatic și carnea cu sulfat de fier gri-violet.[11][12]

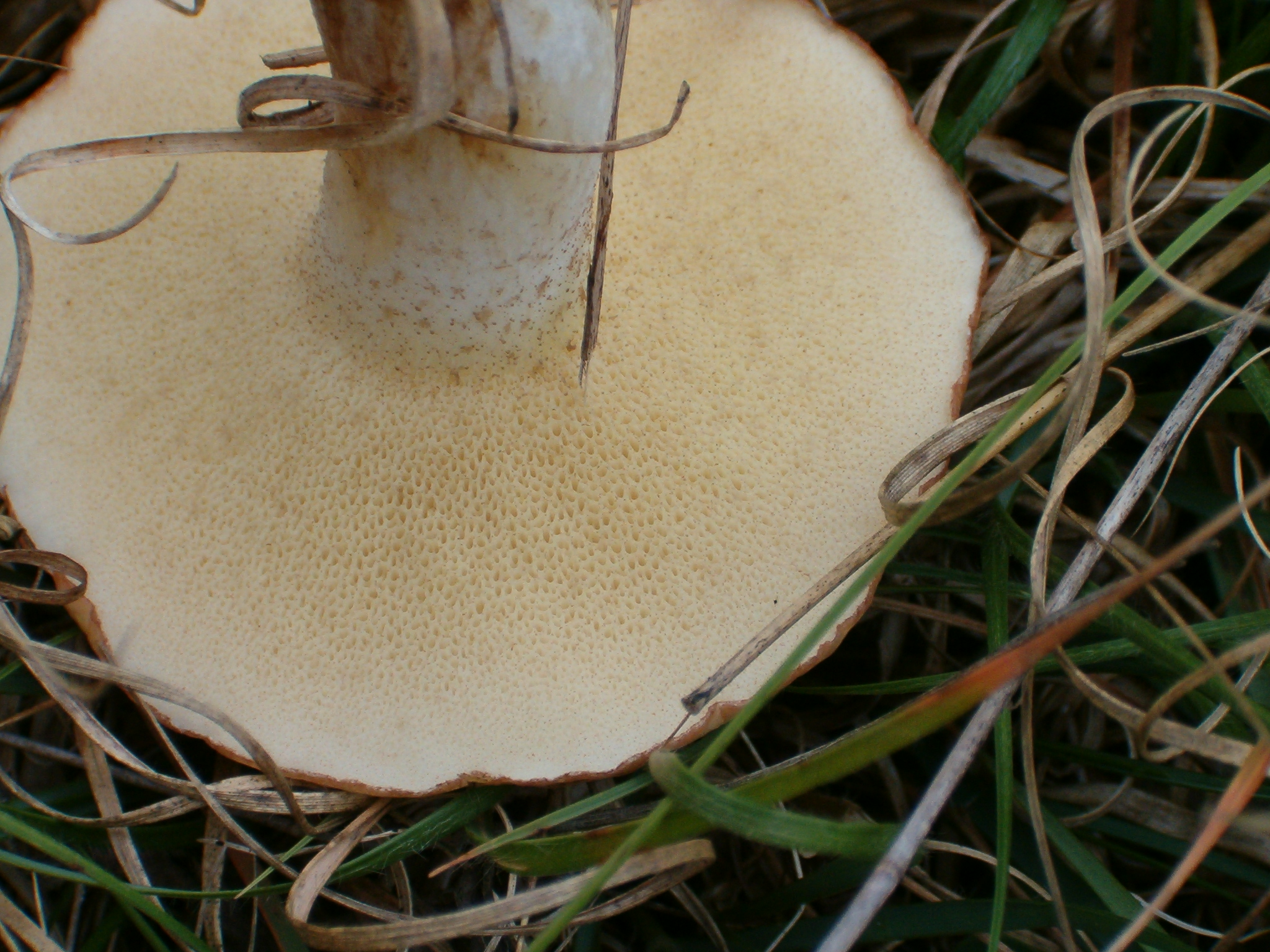
S. placidus, lamele din apropiere
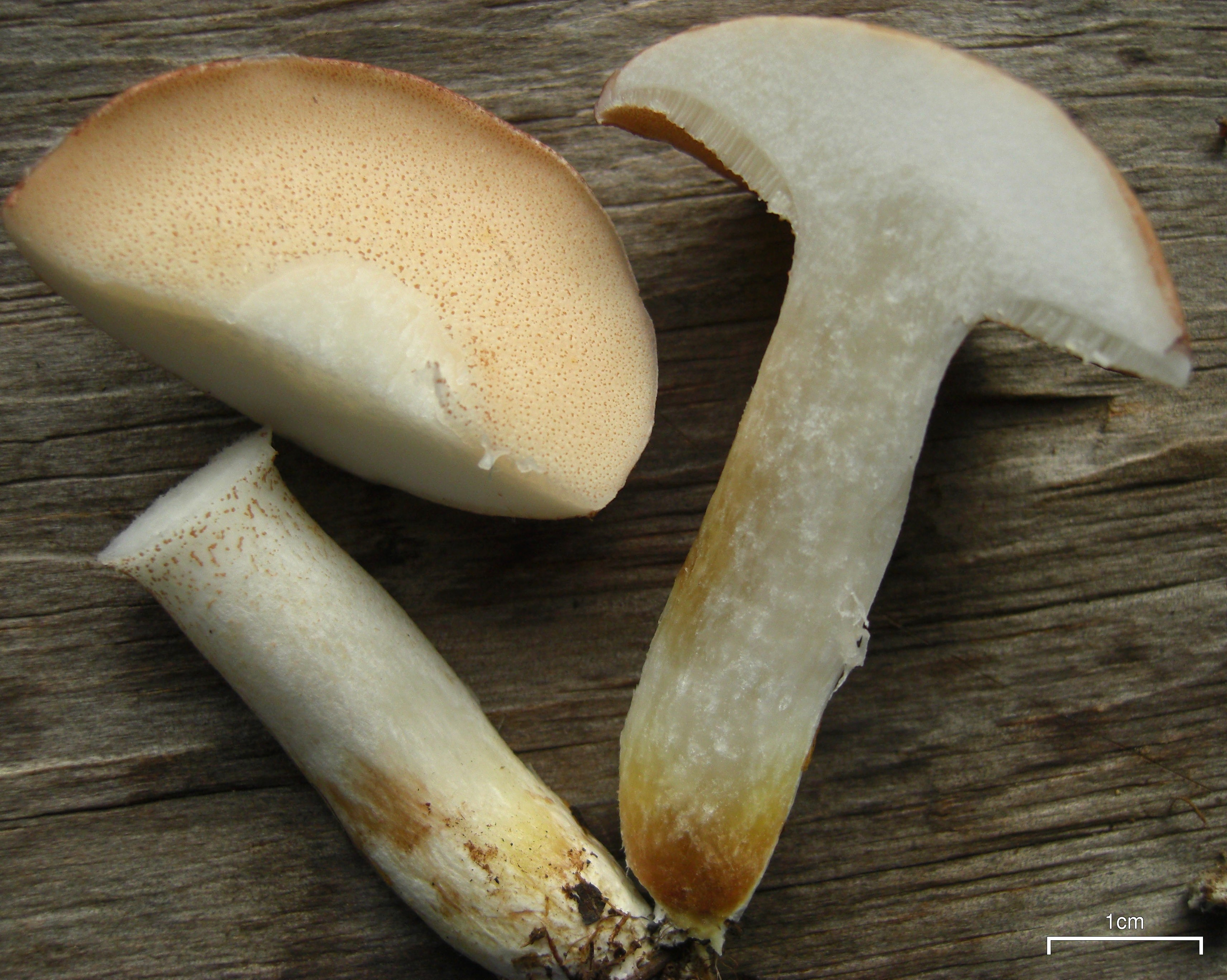
S. placidus, secțiune longitudinală
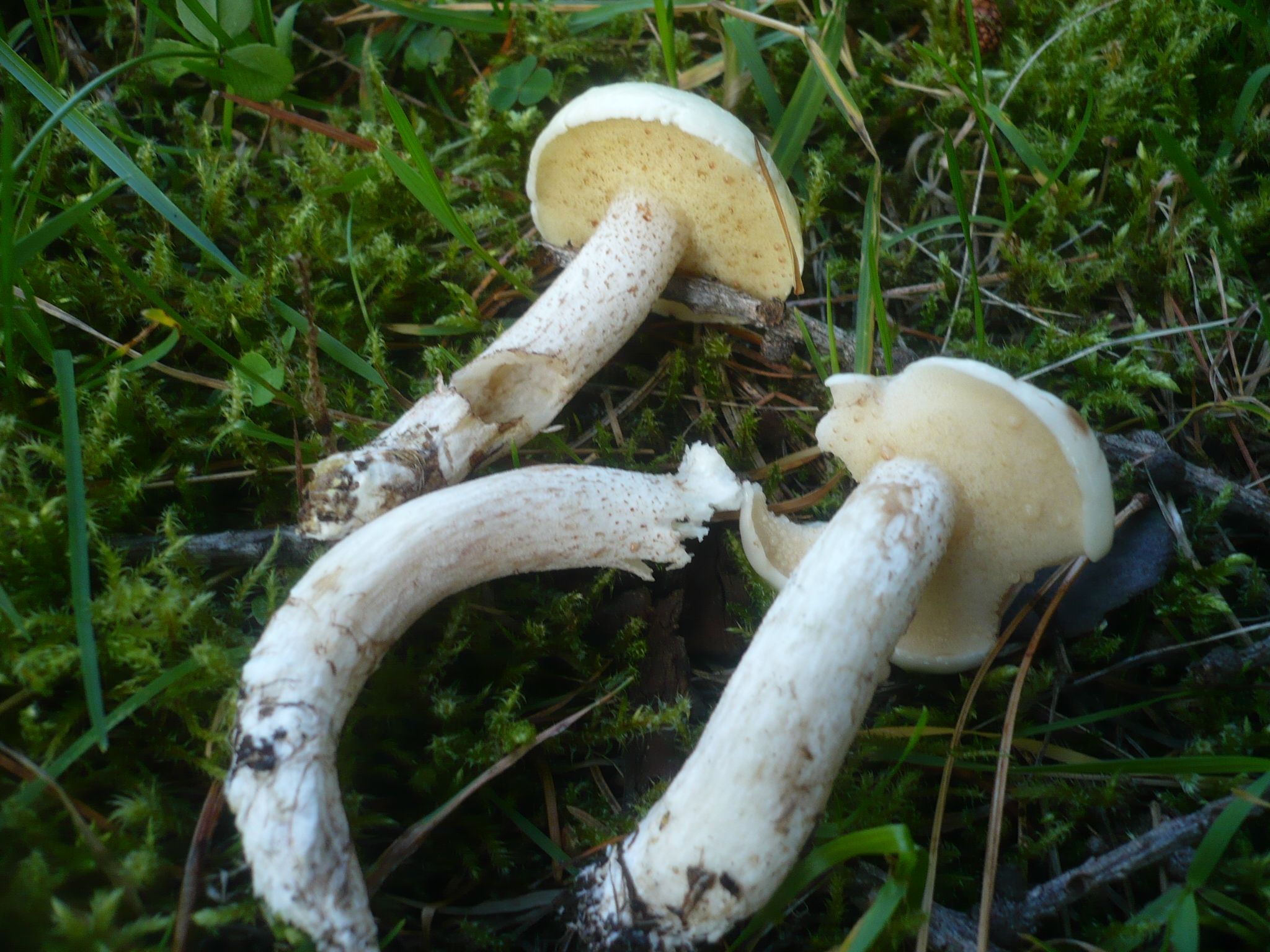
S. placidus tineri
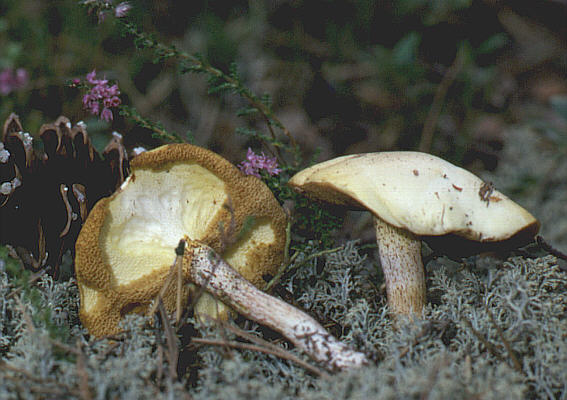
S. placidus bătrâni

## Confuzii
Buretele poate fi confundat de exemplu cu Boletus edulis var. alba, Leccinum holopus, Leccinum scabrum, Leccinum variicolor, Suillus bellini, Suillus bovinus, Suillus bresadolae Suillus granulatus, Xerocomellus chrysenteron sau chiar și cu Hygrophorus eburneus (comestibil), precum rudele lui, care însă poartă lamele.

## Specii asemănătoare în imagini

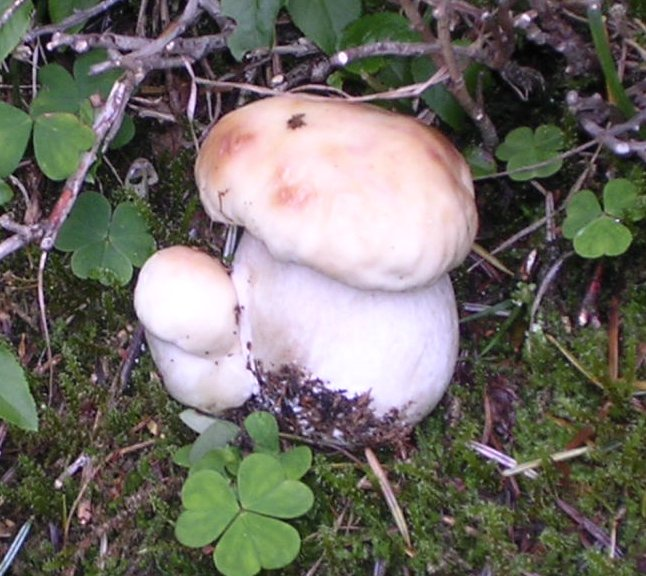
Boletus edulis var. alba
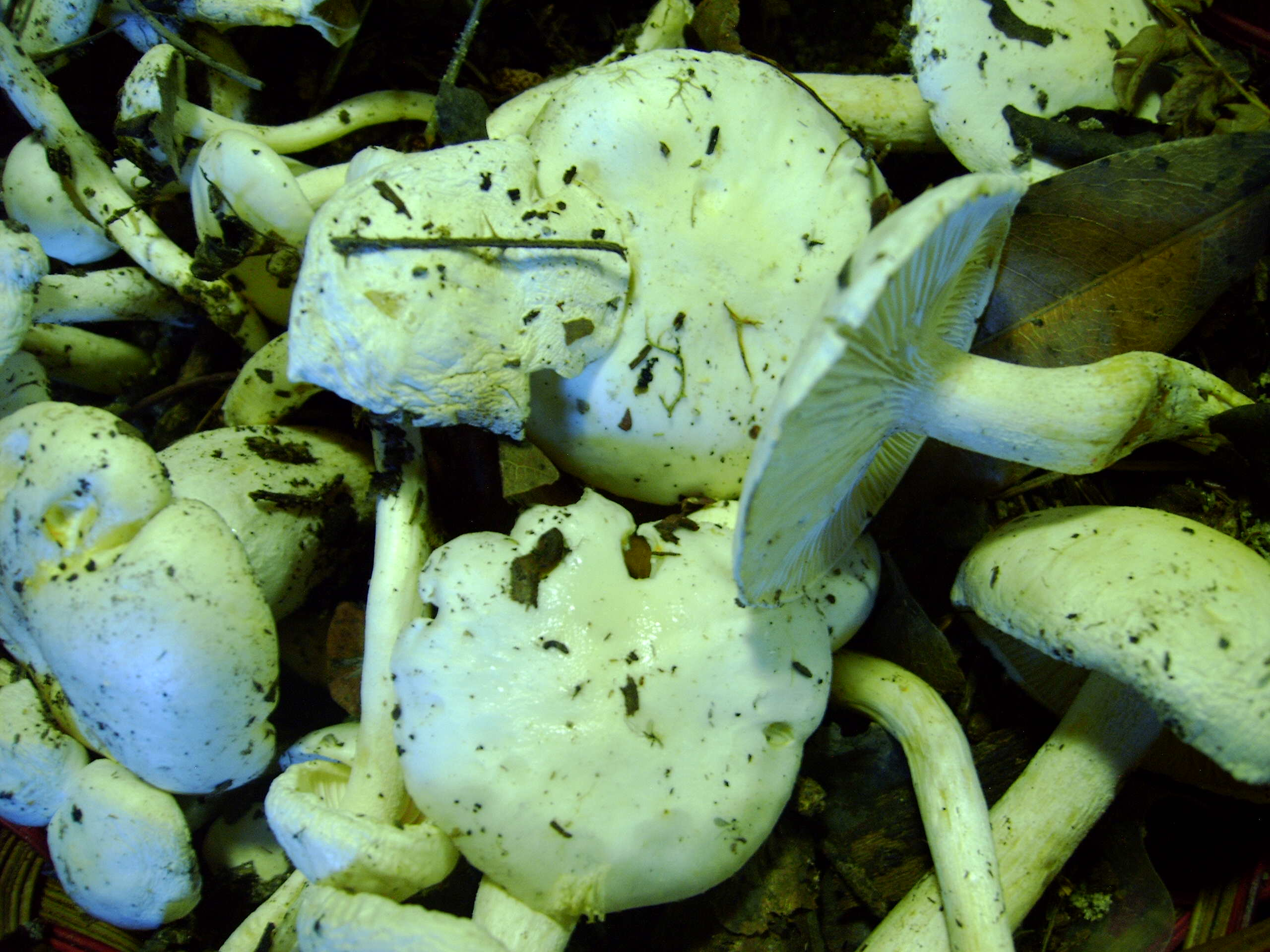
Hygrophorus eburneus
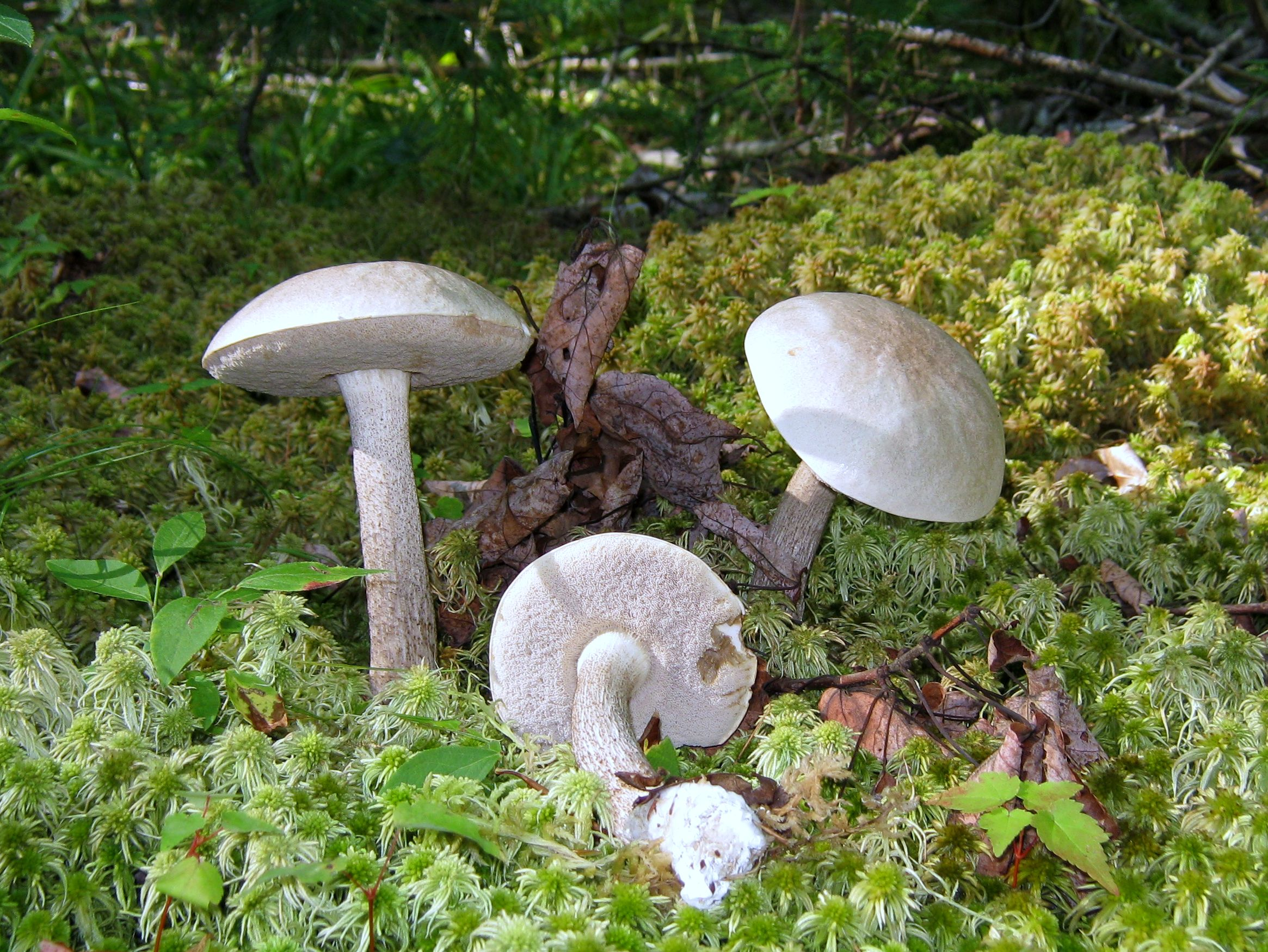
Leccinum holopus
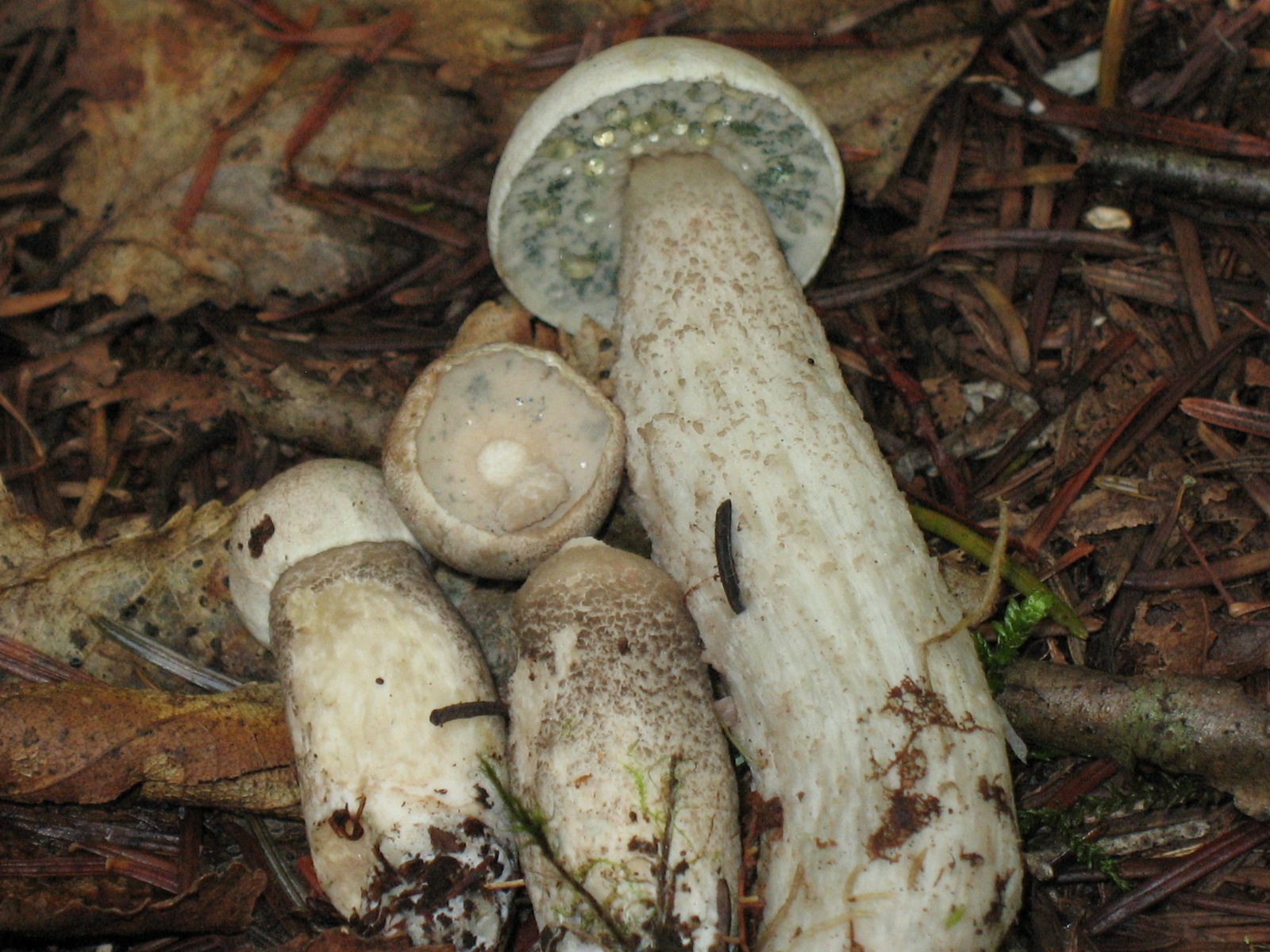
Leccinum scabrum
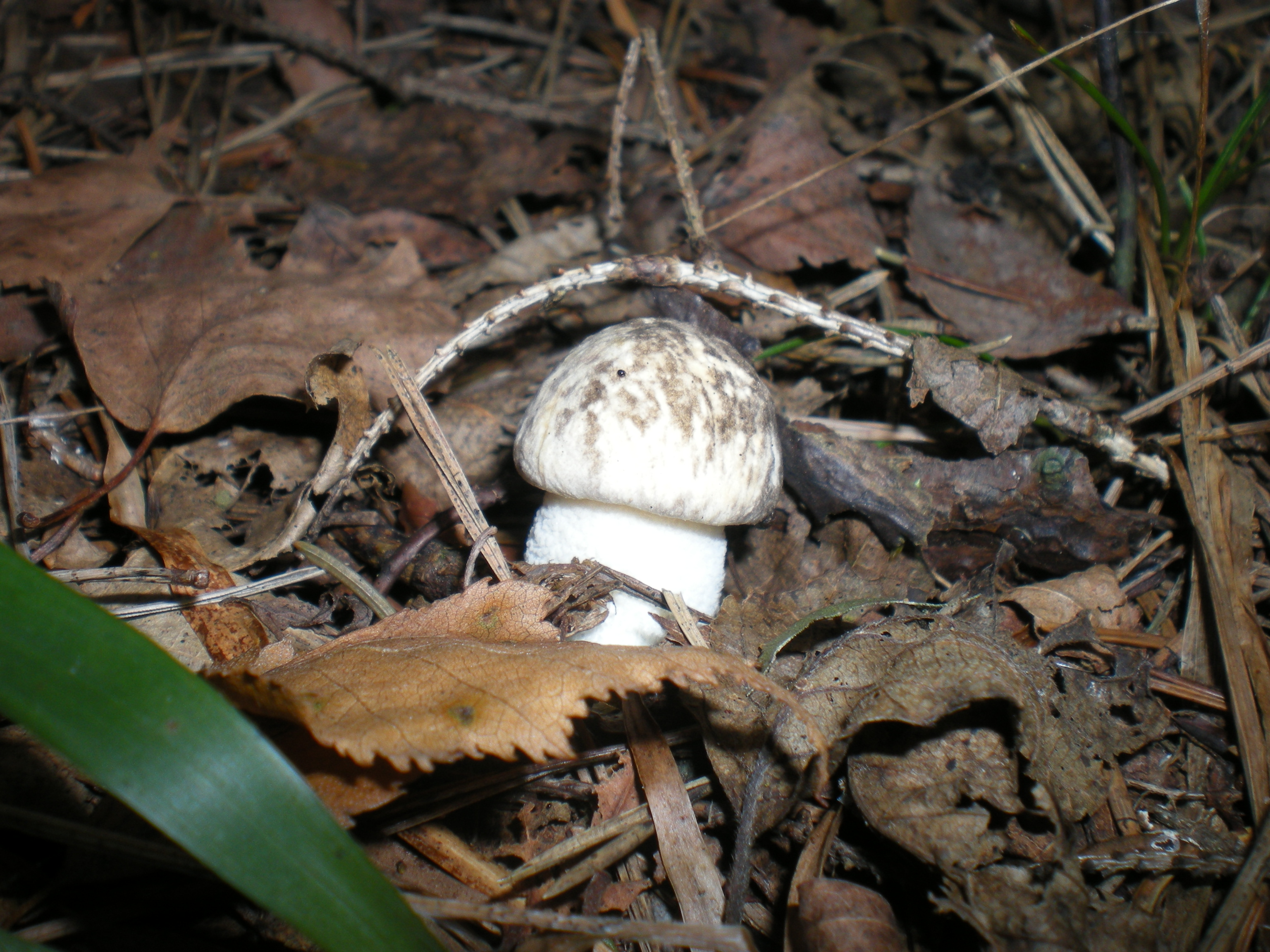
Leccinum variicolor
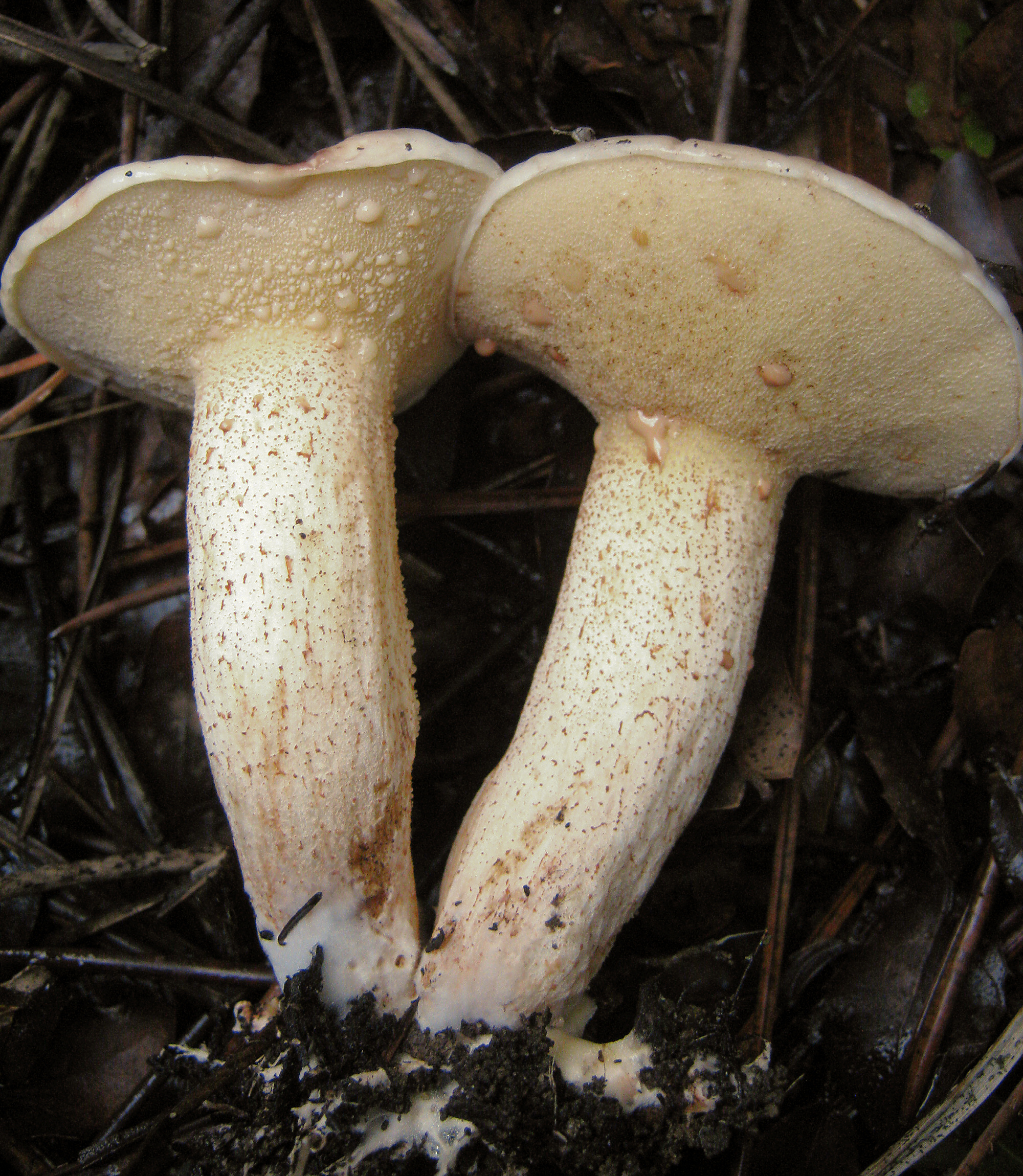
Suillus bellinii
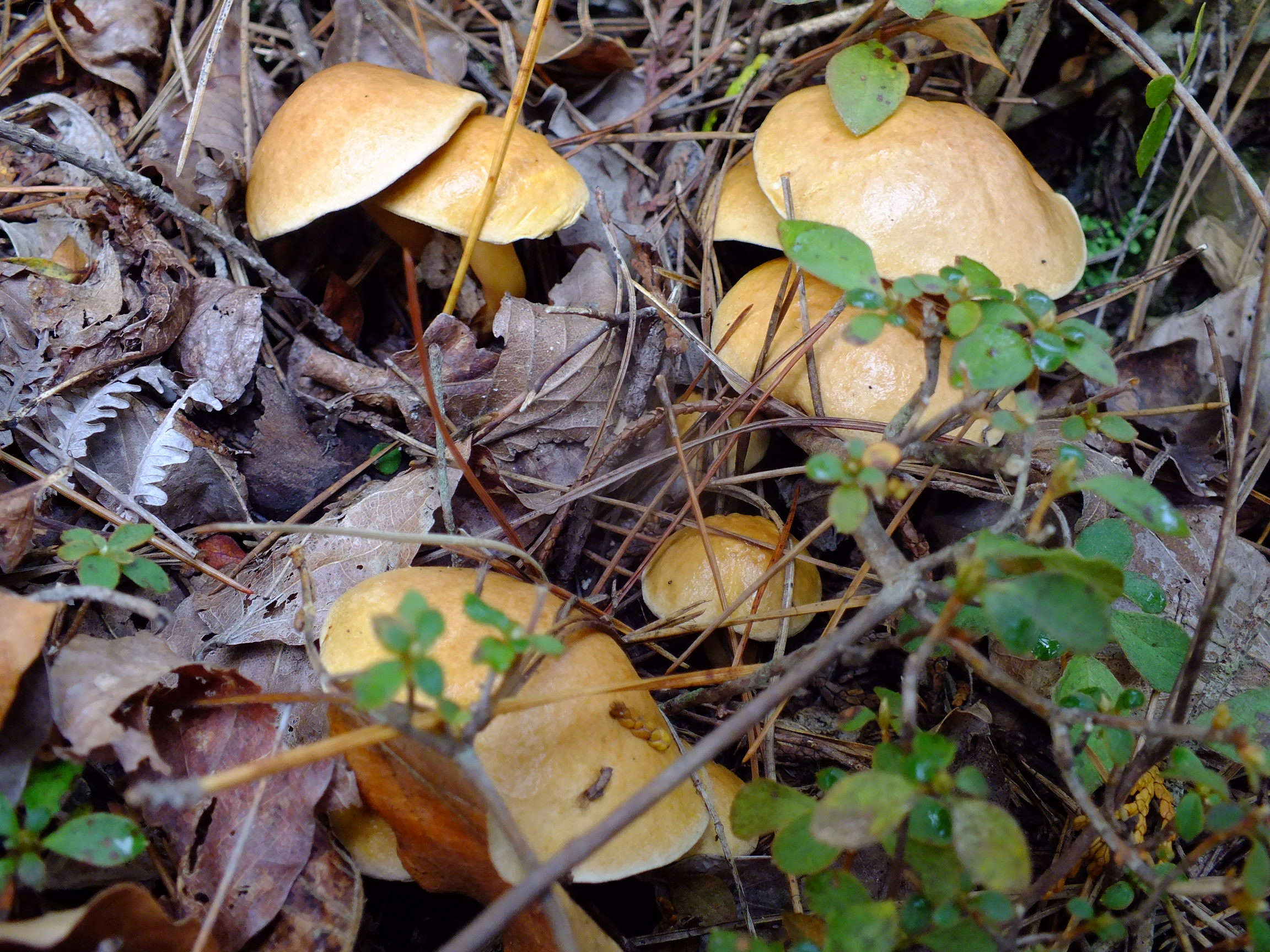
Suillus bovinus
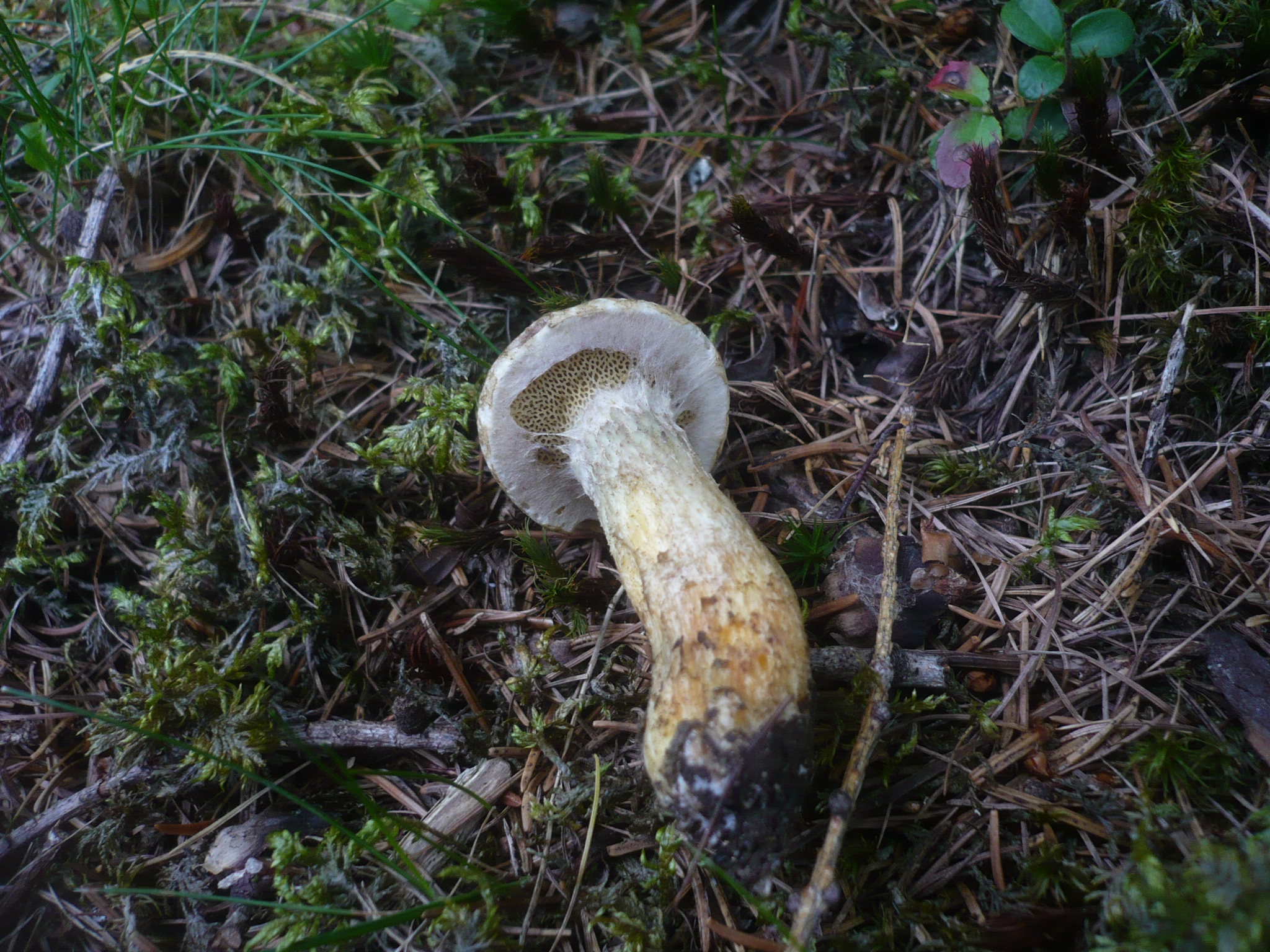
Suillus bresadolae
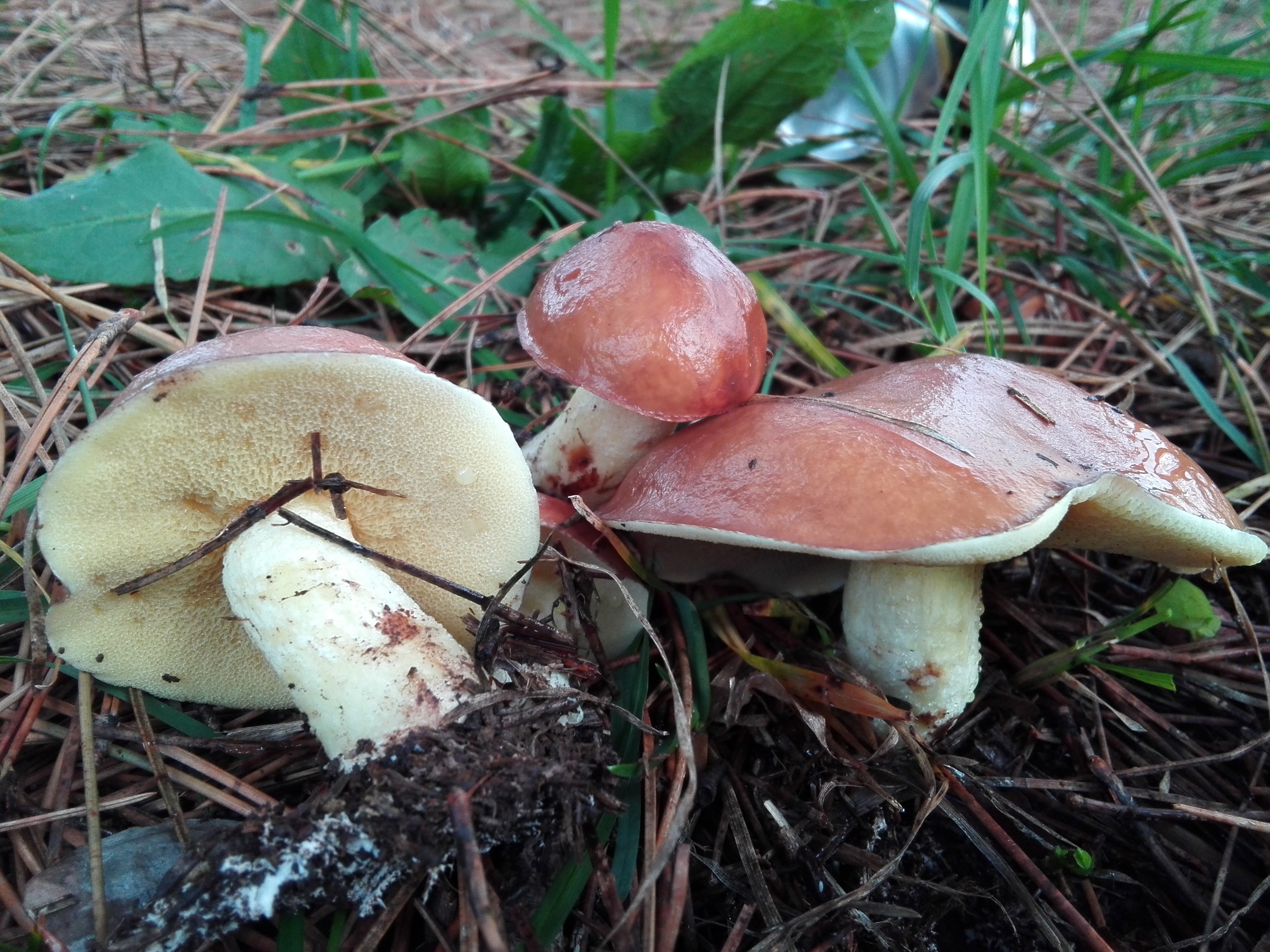
Suillus granulatus
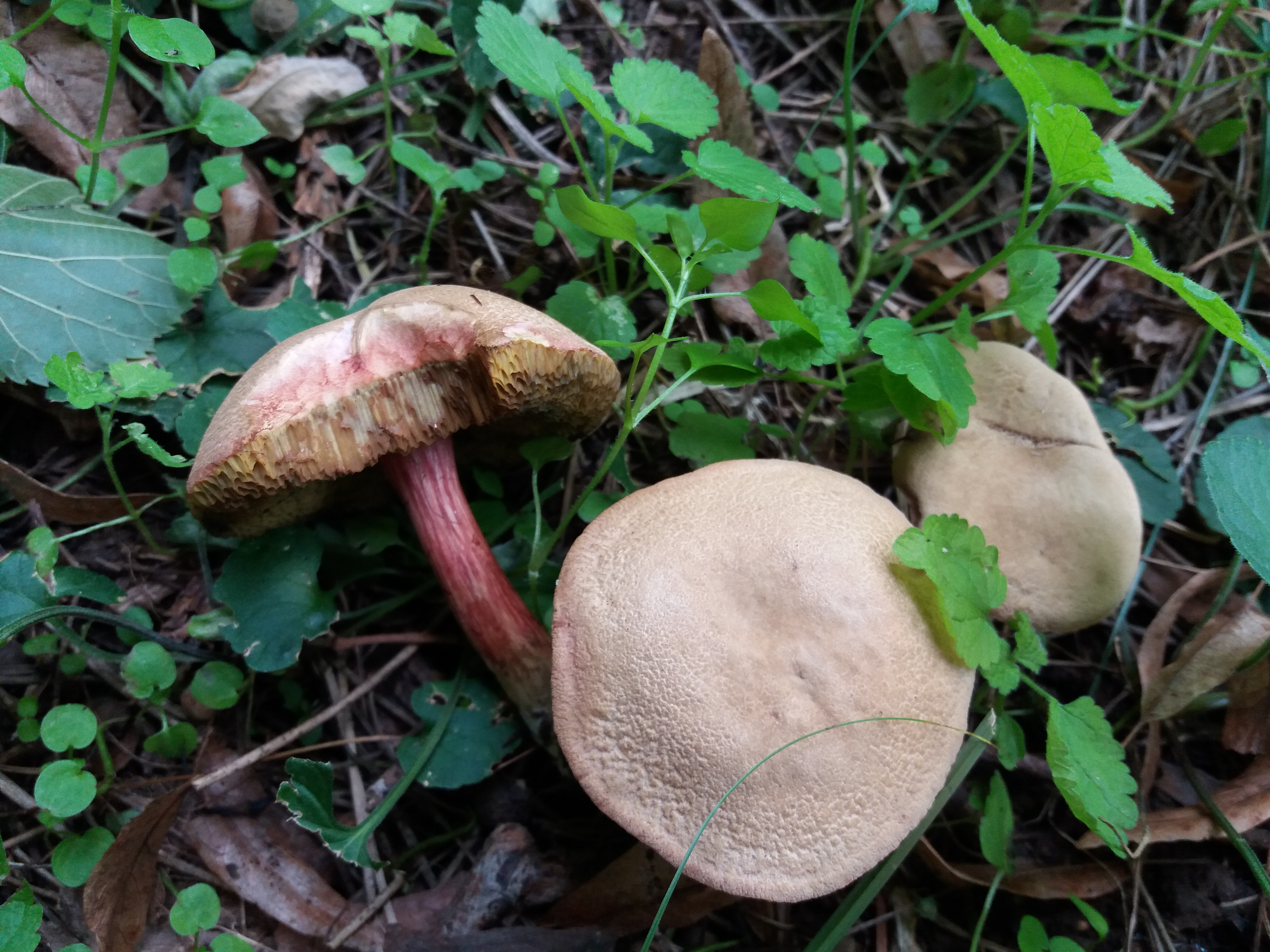
Xerocomellus chrysenteron

## Valorificare
Acest burete este destul de gustos. Deși ceva mai mic, el poate fi pregătit în bucătărie ca hribul murg. Se îndepărtează cuticula lipicioasă precum coja piciorului cel mai bine deja în pădure, la exemplare mai bătrâne și porii. El nu se potrivește pentru uscat. Consumat crud poate să provoacă reacții alergice.